# Radomerje
Radomerje – wieś w Słowenii, w gminie Ljutomer. W 2018 roku liczyła 180 mieszkańców.